# Cryptanthus viridovinosus
Espèce
Cryptanthus viridovinosus est une espèce de plantes à fleurs de la famille des Bromeliaceae, endémique du Brésil et décrite en 2010 par le botaniste brésilien Elton Leme.

## Distribution
L'espèce est endémique de l'État de Bahia à l'est du Brésil.

## Description
Selon la classification de Raunkier, l'espèce est hémicryptophyte.